# Babna Gora (gmina Šmarje pri Jelšah)
Babna Gora – wieś w Słowenii, w gminie Šmarje pri Jelšah. W 2018 roku liczyła 107 mieszkańców.